# Ouachita County
Ouachita County är ett administrativt område i delstaten Arkansas, USA. År 2010 hade countyt 26 120 invånare. Den administrativa huvudorten (county seat) är Camden.

## Geografi
Enligt United States Census Bureau så har countyt en total area på 1 917 km². 1 899 km² av den arean är land och 18 km² är vatten. 

### Angränsande countyn
- Dallas County - nord
- Calhoun County - öst
- Union County - syd
- Columbia County - sydväst
- Nevada County - väst
- Clark County - nordväst